# NAe Parnaíba (U17)
NAe Parnaíba (U17) är en brasiliansk flodmonitor. Fartyget är unikt så till vida att det är världens äldsta örlogsfartyg i aktiv tjänst samt den enda monitorn som fortfarande är i tjänst.

## Historik
Under Konstitutionalistrevolutionen 1932 visade den äldre monitorn Pernambuco vilken betydelse det hade att kunna kontrollera floderna. I synnerhet Pernambucos insatser i striderna vid Porto Esperança i Mato Grosso do Sul uppmärksammades av Brasiliens president Getúlio Vargas som förordade att en modernare monitor skulle ingå i flottans upprustningsprogram.
Parnaíba kölsträcktes 11 juni 1936 och sjösattes 2 september 1937. Hon döptes 6 november samma år av president Getúlio Vargas. Den 4 mars 1938 togs hon i tjänst i flodflottiljen i Mato Grosso. Hennes ringa djupgående gjorde henne idealisk för att patrullera floderna i Pantanal och gränsen mot Paraguay. Hon var ursprungligen tänkt att beväpnas med två 120 mm kanoner, men det ändrades till en 152 mm kanon från kryssaren Barroso.
Efter att Brasilien gick med i andra världskriget 1942 uppstod ett behov av örlogsfartyg som kunde eskortera kustsjöfarten. Parnaíba baserades därför i april 1943 till Salvador. Bland annat eskorterade hon det då helt nybyggda amerikanska slagskeppet USS Iowa som besökte Brasilien på sin väg mot Algeriet. I samband med detta byttes de båda granatkastarna ut mot 20 mm automatkanoner och även luftvärnskulsprutorna ovanpå kommankobryggan byttes ut mot 20 mm automatkanoner. Hon fick även räls för sjunkbomber, men dessa togs bort direkt efter kriget. Den 2 december 1943 eskorterade Pernambuco en konvoj med fem fartyg från Rio till Recife då en eldsvåda bröt ut i pannrummet. Elden kunde släckas efter 45 minuter och Parnaíba kunde fortsätta. Efter krigsslutet återfördes hon 25 maj 1945 till Mato Grosso-flottiljen i Ladário.
År 1959 moderniserades Parnaíba andra gången med ny beväpning. Den gamla 152 mm kanonen byttes mot en snabbskjutande 76 mm kanon och två Bofors 40 mm automatkanoner monterades på akterdäck.
År 1971 utrangerades systerfartyget Paraguassu och Parnaíba är sedan dess Brasiliens enda monitor. Under 1970- och 1980-talet deltog Parnaíba i ett flertal övningar tillsammans med Paraguay och Argentina samt även i en del polisaktioner mot droghandel. Vid ett besök av brasiliens marinchef Ivan da Silveira Serpa ombord 1993 observerades fartygets slitna skick och omoderna maskineri och frågan om en modernisering väcktes. Det dröjde dock till januari 1998 innan någon modernisering påbörjades. Det då 62 år gamla fartyget fick sina ångmaskiner ersatta av dieselmotorer, modernare kommunikationsutrusting, radar, nya 40 mm kanoner samt ett flygdäck för helikopter. Den 6 maj 1999 togs hon åter i tjänst.
I november 2007 lämnade Parnaíba för första gången sedan andra världskriget floderna för besök i Porto Alegre, Montevideo, Buenos Aires och Rosario som ett bevis på den utökade räckvidden och uthålligheten efter moderniseringen.

## Smeknamn och hederstitlar
Genom åren har Parnaíba fått flera olika smeknamn och hederstitlar. I egenskap av det tyngst beväpnade fartyget i Mato Grosso-flottiljen har hon fått smeknamnet ”Jaú do Pantanal” efter området Pantanal och dess största fisk som på portugisiska heter Jaú. I egenskap av brasilianska flottans äldsta fartyg bär hon även hederstitlen ”Caverna Mestra da Armada”. Fartygets motto är ”tudo pela patria” (allt för fosterlandet).

## Bilder
| Parnaíbas vapen är ärvt från ångkorvetten med samma namn som sänktes under trippelallianskriget 11 juni 1865. Symbolerna i de röda fälten symboliserar händelsen. |  | Parnaíba innan moderniseringen 1959 med en 152 mm kanon på fördäck och två 47 mm snabbskjutande kanoner på vardera sidan om kommandobryggan. Ovanpå bryggan ses fyra 20 mm automatkanoner i luftvärnslavettage och på akterdäck ytterligare en. |
| Parnaíbas vapen är ärvt från ångkorvetten med samma namn som sänktes under trippelallianskriget 11 juni 1865. Symbolerna i de röda fälten symboliserar händelsen. |  | Parnaíba innan moderniseringen 1959 med en 152 mm kanon på fördäck och två 47 mm snabbskjutande kanoner på vardera sidan om kommandobryggan. Ovanpå bryggan ses fyra 20 mm automatkanoner i luftvärnslavettage och på akterdäck ytterligare en. |